# Borís Koretski
Borís Nikoláyevich Koretski –en ruso, Борис Николаевич Корецкий– (Bakú, 1 de enero de 1961) es un deportista soviético que compitió en esgrima, especialista en la modalidad de florete.
Participó en los Juegos Olímpicos de Seúl 1988, obteniendo una medalla de oro en la prueba por equipos (junto con Alexandr Romankov, Ilgar Mamedov, Vladimer Aptsiauri y Anvar Ibraguimov).
Ganó tres medallas en el Campeonato Mundial de Esgrima entre los años 1985 y 1990.

## Palmarés internacional
| Juegos Olímpicos   | Juegos Olímpicos        | Juegos Olímpicos  | Juegos Olímpicos    |
| Año                | Lugar                   | Medalla           | Prueba              |
| ------------------ | ----------------------- | ----------------- | ------------------- |
| 1988               | Seúl (Corea del Sur)    | Medalla de oro    | Florete por equipos |
| Campeonato Mundial |                         |                   |                     |
| Año                | Lugar                   | Medalla           | Prueba              |
| 1985               | Barcelona (España)      | Medalla de bronce | Florete por equipos |
| 1989               | Denver (Estados Unidos) | Medalla de oro    | Florete por equipos |
| 1990               | Lyon (Francia)          | Medalla de bronce | Florete por equipos |